# 소진섭 (1910년)
소진섭(蘇鎭燮, 일본식 이름: 蘇我鎭燮, 德平鎭燮, 德平雅彦 , 1910년 ~ 2000년 12월 11일)은 일제강점기와 대한민국의 법조인이다.

## 생애
전라북도 익산군 출신으로 일본 주오 대학 법학부를 졸업하고 법조인이 되었다. 1939년에 고등문관시험 사법과에 합격하여 일제 강점기 말기인 1940년대에 청진지방법원 검사와 대구지방법원 검사를 지냈다. 청진지방법원 검사국 검사로 있던 1942년을 기준으로 종7위에 서위되어 있었다.
미군정과 대한민국에서 계속 검사로 일했다. 부산지방검찰청 검사장과 대검찰청 검사를 거쳐 대검찰청 차장검사까지 올랐다. 1960년에 3·15 부정선거에 항의하는 시위가 일어났을 때 대검차장으로 재직 중이었으며, 김주열의 시신이 발견된 마산에서 일어난 시위에 대한 수사를 맡았다.
4·19 혁명이 성공한 직후 사의를 표명하였고, 대구고등검찰청 검사장으로 좌천 발령되었다. 그러나 부정 선거에 가담하거나 치부한 비리 검사를 조사하는 과정에서 사퇴를 종용받아 물러났다. 이후 변호사를 개업하여 활동했다.
2008년 민족문제연구소가 발표한 친일인명사전 수록예정자 명단 중 사법 부문에 선정되었다.

## 참고자료
- 소진섭(蘇鎭燮) - 국사편찬위원회